# النجد (المقاطرة)

تعديل مصدري - تعديل

النجد هي إحدى قرى عزلة الصوالحة بمديرية المقاطرة التابعة لمحافظة لحج، بلغ تعداد سكانها 170 نسمة حسب تعداد اليمن لعام 2004.